# Bataille de Novare (1513)
Pour les articles homonymes, voir Bataille de Novare.
Guerre de la Ligue de Cambrai
Batailles
- Casaloldo (it) (10 mai 1509)
- Agnadel (14 mai 1509)
- Padoue (15 - 30 septembre 1509)
- Polesella (it) (22 décembre 1509)
- Monselice (1509-1510)
- Val Vestino (1510-1517)
- Villamarina (19 juillet 1510)
- Capo di Monte (8 septembre 1510)
- Mirandola (1510 - 1511) (it)
- Trévise (1511)
- Brescia (18 février 1512)
- Ravenne (11 avril 1512)
- Navarre (1512)
- Saint-Mathieu (10 août 1512)
- Blancs-Sablons (22 avril 1513)
- Brest (24 avril 1513)
- Novare (6 juin 1513)
- Guinegatte (16 août 1513)
- Dijon (8 - 13 septembre 1513)
- Flodden Field (9 septembre 1513)
- La Motta ou Creazzo (7 octobre 1513)

La bataille de Novare est une bataille de la guerre de la Ligue de Cambrai qui eut lieu le 6 juin 1513, près de Novare, dans le Nord de l'Italie.

## Historique
Les Français étaient sortis vainqueurs de la bataille de Ravenne (1512) ; néanmoins, sous les coups de la Sainte Ligue, ils avaient dû évacuer Milan avec le roi Louis XII à leur tête.
En 1513, une armée française forte de 10 000 hommes menée par Louis II de la Trémoille assiégeait Novare. La ville était alors aux mains de mercenaires suisses au service du duc de Milan qui, selon les Français, envisageaient d'annexer Milan à la Confédération suisse. Novare, située à 40 kilomètres à l'ouest de Milan, était la deuxième ville du duché par sa population. Le 6 juin, les Français furent surpris dans leurs campements par une armée de relève suisse forte de 13 000 hommes. Les lansquenets allemands, des piquiers mercenaires au service de la France, parvinrent à se former en carré, arrêtant le choc ennemi et laissant à l'artillerie française le temps de se mettre en batterie. Au prix de marches forcées à travers la mitraille, les fantassins suisses parvinrent toutefois à encercler complètement le camp français, restreignant spatialement la cavalerie ennemie, et se frayant un chemin vers les canons, qui ne pouvaient balayer tout le front. Une fois l’artillerie prise, les carrés de lansquenets furent isolés les uns des autres et détruits séparément. La cavalerie lourde française, décisive en terrain ouvert, ne put se déployer et joua un rôle mineur dans l'affrontement au corps à corps.
Ce fut une bataille particulièrement sanglante, faisant 5 000 victimes (voire 10 000 selon certains historiens) dans les rangs français, tandis que les piquiers suisses ne perdirent que 1 500 hommes, principalement fauchés dans leur progression par les tirs d'artillerie. Selon une pratique déjà connue lors des guerres de Souabe, les Suisses exécutèrent les lansquenets qu'ils purent capturer après la bataille. Quoiqu'ils eussent mis en déroute l'armée de siège, ils ne purent poursuivre leurs ennemis, étant dépourvus de cavalerie, mais plusieurs contingents marchèrent à travers les Alpes jusqu'à Dijon : ils ne quittèrent le pays qu'après avoir obtenu rançon. Ils s'étaient emparés de 22 canons avec leurs chariots de munitions.
Cette défaite contraignit Louis XII à évacuer le Milanais, et permit à Maximilien Sforza de se rétablir à la tête du duché de Milan.